# 桑田清原世代
桑田清原世代（くわたきよはらせだい）は、桑田真澄（1968年4月1日 - ）・清原和博（1967年8月18日 - ）と同学年にあたる1967年4月2日から1968年4月1日までに生まれた世代（特に野球選手）を指す表現である。両氏のイニシャルからKK世代ともいう。

## 名前の由来
桑田真澄・清原和博のKKコンビがPL学園高校のエース・四番として甲子園で活躍した世代は、桑田・清原以外にも優れた高校野球選手を輩出した。桑田・清原は、高校卒業後ただちにプロ野球入りしたが、ほかに、大学・社会人を経由してプロに入った選手も多い。しかし、特に桑田・清原の二人は、高校時代から活躍が顕著であり、1967年4月2日 - 1968年4月1日生まれのプロ野球選手、さらには、その学年全体を指して、「桑田清原世代」という表現が用いられるようになった。もっとも、公式・正式な表現ではなく、自然発生した市井の表現にすぎない。
1980年代後半から1990年代にかけて日本のプロ野球界の牽引役を担ってきた世代であるが、2000年以降には引退者が増え、2008年に桑田・清原ともに引退。この世代のプロ野球選手は2008年をもって全員引退した。

## 桑田清原世代に該当するプロ野球選手
|  | タイトル（首位打者、最多本塁打、最多打点、最多盗塁、最多安打、最高出塁率、最優秀防御率、最多勝利、最多奪三振、最高勝率、最多セーブ投手、最優秀中継ぎ投手）獲得者 |

†野球殿堂入り選手
- 桑田真澄（PL - 巨人 - PIT）
- 清原和博（PL - 西武 - 巨人 - オリックス）
- 佐々木主浩†（東北 - 東北福祉大 - 大洋・横浜 - マリナーズ - 横浜）
- 葛西稔（東北 - 法大 - 阪神）
- 中山裕章（高知商 - 大洋 - 中日 - 台湾・中信）
- 佐々岡真司（浜田商 - NTT中国 - 広島）
- 田中幸雄（都城 - 日本ハム）
- 河本育之（田布施工 - 新日鐵光 - ロッテ - 巨人 - 日本ハム - 楽天）
- 野田浩司（多良木 - 九州産交 - 阪神 - オリックス）
- 遠山奬志（八代第一 - 阪神 - ロッテ - 阪神）
- 友利結（興南 - 横浜大洋・横浜 - 西武 - 横浜 - 中日)
- 内匠政博（PL - 近畿大 - 日本生命 - 近鉄）
- 今久留主成幸（PL - 明大 - 大洋・横浜 - 西武）
- 松山秀明（PL - 青学大 - オリックス）
- 渡辺智男（伊野商 - NTT四国 - 西武 - ダイエー - 西武）
- 大島公一（法政二 - 法大 - 近鉄 - オリックス - 楽天）
- 大塚光二（育英 - 東北福祉大 - 西武）
- 西山秀二（上宮 - 法大 - 南海 - 広島 - 巨人）
- 入来智（鹿児島実 - 三菱自動車水島 - 近鉄 - 広島 - 近鉄 - 巨人 - ヤクルト - 韓国・斗山 - 台湾・LaNew）
- 大森剛（高松商 - 慶応大 - 巨人 - 近鉄）
- 東瀬耕太郎（九州学院 - 明大 - 大洋・横浜 - ロッテ - 広島 - 中日 - 近鉄）
- 松田慎司（報徳学園 - 西濃運輸 - 日本ハム - ダイエー - ヤクルト）
- 豊田次郎（東洋大姫路 - 川鉄神戸 - オリックス）
- 高信二（東筑 - 広島）
- 樋口一紀（柳川商 - ロッテ - 中日 - ロッテ - 阪神）
- 河田雄祐（帝京 - 広島 - 西武）
- 川端一彰（星林 - 中大 - 大洋・横浜）
- 前原博之（県立岐阜商業 - 中日 - 西武）
- 弓長起浩（県立国東 - 亜細亜大 -熊谷組 - 阪神)
- 小牧雄一（鹿児島商 - 三菱自動車水島 - 日本ハム - 西武）
- 谷下和人（小松商 - 広島）
- 小林至（県立多摩 - 東大 - ロッテ）
- 真栄喜正和（与勝 - 川崎製鉄水島 - 日本ハム）